# Dreitor

Dreitor (Mitte), hier ein Zirkulator, umgeben von weiteren Komponenten.

Ein Dreitor ist ein Modell für ein elektrisches Bauelement oder ein elektrisches Netzwerk mit sechs Anschlüssen, bei dem je zwei Anschlüsse zu einem sogenannten Tor zusammengefasst werden. Ein Dreitor kann als Verallgemeinerung eines Zweitors aufgefasst werden, indem die dortige Toranzahl von zwei auf drei erhöht wird.

## Beispiele
Praktische Beispiele für Dreitore sind Leistungsteiler, Signalteiler, Diplexer, Duplexer, VSWR-Messbrücken und Zirkulatoren.

## Streumatrix
Die Streumatrix (S‑Matrix) eines Dreitors (3‑Tor) beschreibt mithilfe der insgesamt 3 × 3, also neun S‑Parametern dessen Eigenschaften vollständig:
{\displaystyle [S]={\begin{bmatrix}S11&S12&S13\\S21&S22&S23\\S31&S32&S33\end{bmatrix}}}